# Haitianisch-mosambikanische Beziehungen
Die haitianisch-mosambikanischen Beziehungen beschreiben das bilaterale Verhältnis zwischen der Republik Haiti einerseits und der Republik Mosambik andererseits.

## Geschichte und Stand
Die im Jahr 1804 von Frankreich unabhängig gewordene Republik Haiti und die im Jahr 1975 von Portugal in die Souveränität entlassene Republik Mosambik unterhalten seit 1997 diplomatische Beziehungen. Die diesbezügliche gemeinsame Erklärung wurde am 25. September 1997 von den Außenministern Fritz Longchamp (Haiti) und Leonardo Santo Simão (Mosambik) bei den Vereinten Nationen in New York unterzeichnet.
Es wurden keine diplomatischen oder konsularischen Vertretungen im jeweils anderen Land eingerichtet.
Mosambik ist Mitglied der Afrikanischen Union (AU). Die AU hatte im Jahr 2004 eine hochrangige Delegation zu den Feierlichkeiten des 200. Unabhängigkeitstags nach Haiti entsandt. Haiti suchte unter der Präsidentschaft von Michel Martelly (2011 bis 2016) die förmliche Beteiligung aufgrund der afrikanischen Wurzeln seiner Bevölkerung. Obwohl in der AU diskutiert worden war, der afrikanischen Diaspora eine Stimme innerhalb der Organisation zu geben, wurde im Mai 2016 bekanntgegeben, dass Haiti nicht wie angestrebt Mitglied werden könne.
In der Debatte des Sicherheitsrats der Vereinten Nationen zu der Lage in Haiti am 3. Juli 2024 erneuerte die Gruppe A3+ (Algerien, Mosambik, Sierra Leone und Guyana) die Unterstützung stabilisierender Maßnahmen der internationalen Gemeinschaft in Haiti. Sie forderte ferner die Verschärfung der Sanktionsmaßnahmen, um den kriminellen Banden in Haiti den Zugang zu Waffen und Munition zu erschweren.
Die formalisierten bilateralen Beziehungen zeigten weder bei politischen noch wirtschaftlichen oder kulturellen Themen Ansätze signifikanter Zusammenarbeit.